# Kim (Ngũ hành)
Kim (金) là yếu tố thứ tư trong Ngũ hành.

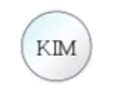
Kim

## Đặc điểm
Hành Kim chỉ về mùa Thu và sức mạnh. Đại diện cho thể rắn và khả năng chứa đựng. Mặt khác, Kim còn là vật dẫn. Khi tích cực, Kim là sự truyền đạt thông tin, ý tưởng sắc sảo và sự công minh. Khi tiêu cực, Kim có thể là sự hủy hoại, là hiểm họa và phiền muộn.
Kim có thể là một món hàng xinh xắn và quý giá mà cũng có thể là đao kiếm. Màu sắc đặc trưng của 
Kim là vàng đồng hoặc trắng bạc. Kim còn là biểu tượng chân khí, hư âm, chi môn, và sắc thái. Thuộc tính Kim thường mang giá trị tiềm ẩn, nội lực vững chắc, gia cố bền bỉ.

## Tính cách người thuộc hành này
Người mạng Kim có tính độc đoán và cương quyết. Họ dốc lòng dốc sức theo đuổi cao vọng. Là những nhà tổ chức giỏi, họ độc lập và vui sướng với thành quả riêng của họ. Tin vào khả năng bản thân nên họ kém linh động mặc dù họ thăng tiến là nhờ vào sự thay đổi. Đây là loại người nghiêm túc và không dễ nhận sự giúp đỡ.
- Tích cực: Mạnh mẽ, bền bỉ, có trực giác và lôi cuốn.
- Tiêu cực: Cứng nhắc, kiêu kỳ, sầu muộn và nghiêm nghị.

## Vạn vật thuộc hành này
- Tất cả các kim loại.
- Hình dáng tròn bầu.
- Mái vòm
- Vật dụng kim khí
- Cửa và bậc cửa.
- Đồ dùng nhà bếp.
- Màu trắng, xám, bạc và vàng ươm.
- Tiền đồng.
- Đồng hồ.
- Đồ điện tử
- Sao Kim
- Khí (Gió)
- Trang sức kim loại